# 담양공업고등학교
담양공업고등학교(潭陽工業高等學校)는 대한민국 전라남도 담양군 담양읍 반룡리에 있는 공립 고등학교이다.

## 학교 연혁
- 1951년 9월 1일 : 담양농업고등학교 설립인가 (농업과 3학급, 축산과 3학급) 초대 국순옥 교장 부임
- 1951년 9월 14일 : 농업 1학급 편성, 개교
- 1970년 3월 1일 : 담양실업고등학교로 교명변경 (공예과 신설)
- 1975년 3월 1일 : 담양종합고등학교로 교명변경 (농업과 3, 축산과 3, 보통과 12)
- 1978년 3월 1일 : 담양공업고등학교로 교명변경 (기계과 3, 전기과 2, 배관용접과 1)
- 1978년 3월 1일 : 보통과, 농업과, 축산과 폐과
- 1994년 2월 20일 : 학칙 변경인가 (남/여공학)
- 2004년 8월 3일 : 직업 교육 특성화 고등학교 지정(광전자과)
- 2012년 7월 27일 : 학과개편(자동화기계과 6, 광전자과 6, 건설디자인과 6)
- 2024년 3월 1일 : 제29대 박은희 교장 부임
- 2025년 1월 15일 : 제72회 졸업식 41명(총 16,914명)

## 설치 학과
- 자동화기계과
- 건설디자인과
- 스마트전기전자과

## 참고 자료
- 담양공업고등학교 - 한국교육학술정보원 학교알리미